# روش چرخش
روش چرخش (انگلیسی: Rotation method) در کتاب یا این/یا آن فیلسوف دانمارکی سورن کیرکگور مکانیزمی است که زیبایی‌شناسان زبده برای اجتناب از ملال استفاده می‌کنند. این روش یک جنبه لذت‌گرایانه ضروری از شیوه زیبایی‌شناختی زندگی است.

## بررسی
روش چرخش دو شکل دارد: غیرهنری و گسترده و هنری و فشرده.
روش غیرهنری و معمولی تجویز می‌کند که برای فرار از کسالت، محیط و فعالیت‌های خود را مدام تغییر دهید. کی‌یرکگور روش تناوب مبتذل را به یک تصور غلط از تناوب زراعی تشبیه می‌کند، جایی که تصور می‌شود خاک به‌طور مداوم تغییر می‌کند. این روش مبتنی بر این توهم است که ملال صرفاً با یکنواختی محیطی ایجاد می‌شود و بنابراین با اشتباه گرفتن نظم، مناظر به یک تغییر بی‌پایان منجر می‌شود، از این رو این روش را گسترده نیز می‌نامند.
از سوی دیگر روش هنری که توسط زیبایی‌شناس تجویز می‌شود، می‌گوید در عوض بر تغییر روش‌های تصور تمرکز کنید، به‌دنبال نقل قول مارکوس آئورلیوس: «شما می‌توانید زندگی جدیدی را شروع کنید. در این است زندگی جدید». برخلاف روش معمولی، روش هنری می‌گوید که محدودیت در استفاده از توانایی تصور ما، با استفاده از مثال‌هایی از بازی یک زندانی با عنکبوت، یا کودکان مدرسه‌ای که با اشیاء بی‌جان بازی می‌کنند، تدبیر ایجاد می‌کند. کی‌یرکگور این را به تناوب محصول واقعی تشبیه می‌کند که شامل تغییر روش کشت و انواع محصولات می‌شود. با استفاده از این روش، نیاز به کمی گستردگی در فعالیت و محیط اطراف، مشابه زمین‌های آیش مورد نیاز در تناوب کشت، به منظور توسعه شدید خود احساس می‌شود. در این زمینه، زیبایی‌پسند نظریه احتیاط اجتماعی را توسعه می‌دهد و در مورد خطرات دوستی، ازدواج و ارتباط‌های رسمی هشدار می‌دهد.